# Thiokol
La Thiokol era una società statunitense nota per la sua attività di sviluppo e produzione di sistemi di propulsione a razzo. Fondata nel 1929, la società fu acquisita dalla Alliant Techsystems Inc. (ATK) nel 2001 e cambiò ragione sociale in ATK-Thiokol. Nel 2006 ha assunto la nuova denominazione di ATK Launch Systems Group. È il maggior produttore al mondo di sistemi per la propulsione missilistica in campo civile, militare e aerospaziale.

## Storia
Nel 1926 due chimici, Joseph C. Patrick e Nathan Mnookin, che lavoravano alla realizzazione di un composto anti-ghiaccio, scoprirono un polimero gommoso ottenuto dalla combinazione di alcune sostanze chimiche normalmente utilizzate nell'industria dei pesticidi, quali il cloruro di etilene e il polisolfuro di sodio, e pensarono di proporre il composto come alternativa alla gomma naturale, con il nome Thiokol, che derivava dalla combinazione dei termini greci theion (zolfo) e kolla (colla). Il 5 dicembre del 1929 Patrick e Mnookin fondarono la Thiokol Chemical Corporation al fine di commercializzare la gomma sintetica e ottennero un finanziamento privato per la costruzione di uno stabilimento a Kansas City, nel Missouri. Le proteste degli abitanti della zona, infastiditi dalle emissioni maleodoranti dell'impianto, ne determinarono lo spostamento a Trenton (New Jersey) nel 1935.
Durante la II Guerra Mondiale i dirigenti della Thiokol contavano sul fatto che la gomma naturale sarebbe stata insufficiente a soddisfare i bisogni delle forze armate e ciò avrebbe favorito le vendite della propria gomma sintetica, ma i militari preferirono riciclare la gomma naturale, per cui la società dovette accontentarsi di vendere tubazioni per impieghi particolari. Nel dopoguerra il Jet Propulsion Laboratory presso il California Institute of Technology scoprì che il polimero della Thiokol funzionava molto bene come legante per propellenti solidi per i motori a razzo, che presentavano numerosi vantaggi rispetto ai propellenti liquidi utilizzati sino a quel momento. Joseph W. Crosby, che nel 1944 era diventato vicepresidente e general manager della Thiokol, colse la nuova opportunità e indirizzò la società verso la produzione di propellente solido a fini militari. Durante la Guerra di Corea, i motori a razzo a propellente solido iniziarono a sostituire quelli a propellente liquido a tutto vantaggio della Thiokol che ottenne successo anche nella vendita di composti sigillanti. Sfruttando la posizione dominante raggiunta nel settore dei propellenti solidi, dove controllava il 70% del mercato, la Thiokol iniziò a progettare e a costruire sistemi di propulsione per l'industria missilistica e aerospaziale.
Nel corso degli anni sessanta la Thiokol sviluppò i sistemi di propulsione del missile ICBM LGM-30 Minuteman e del missile SLBM Poseidon. Durante la Guerra del Vietnam la società produsse anche artifizi pirotecnici, come i flare utilizzati per ingannare i sensori all'infrarosso. Durante gli anni settanta la Thiokol si rese conto che le commesse militari e governative, pur essendo molto lucrose, dipendevano eccessivamente dagli umori politici del Governo e pertanto decise di diversificare la propria produzione investendo in altri settori come prodotti chimici a uso civile, veicoli fuoristrada, fibre sintetiche.

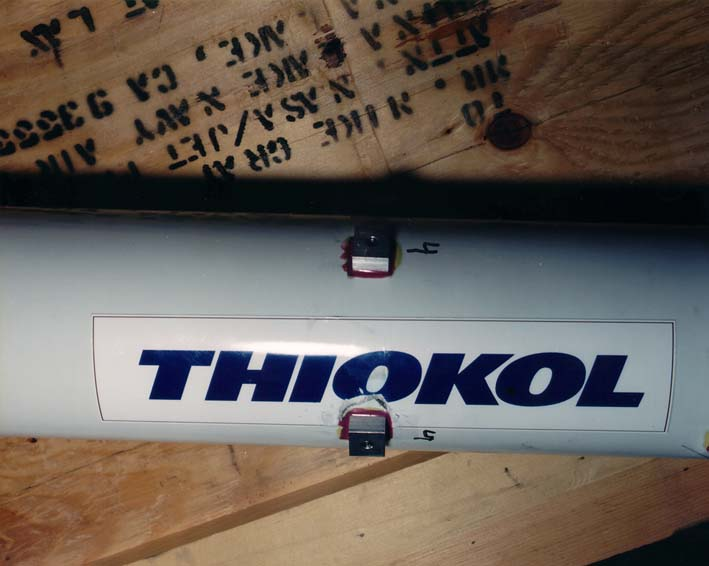
Razzo RAD prodotto dalla Thiokol per la missione Mars Pathfinder

Nel 1982 la Thiokol (che in quel momento controllava il 40% del mercato dei propellenti solidi per razzi e presentava un ritmo di crescita pari al 20% annuo) fu assorbita dalla Morton Industries, una compagnia che operava nel settore chimico e intendeva diversificare le proprie attività, e dalla fusione delle due società nacque la Morton Thiokol. Nel 1986 lo Space Shuttle Challenger esplose in volo subito dopo il lancio, causando la morte di sette astronauti e l'inchiesta tecnica stabilì che il disastro era stato provocato da un malfunzionamento dei booster progettati e costruiti dalla Morton Thiokol, che prima del lancio erano stati sottoposti a temperature inferiori rispetto a quelle minime di progetto. Gli ingegneri della Morton Thiokol non erano stati consultati dai responsabili della NASA prima del lancio, per cui non avevano colpe nella tragedia, tuttavia furono riscontrati altri problemi di progettazione nei booster e l'immagine dell'azienda ne uscì incrinata. Nel 1987 un'esplosione in un impianto della società provocò la morte di cinque dipendenti. Nel 1989 la NASA preferì assegnare alla Lockheed il contratto di costruzione dei nuovi booster per gli Space Shuttle. Questa circostanza convinse Charles S. Locke, presidente della società, dell'opportunità di scindere la divisione Thiokol che tornò ad essere indipendente il 1º luglio di quello stesso anno.
La Thiokol continuò a diversificare le proprie attività nel corso degli anni successivi, acquisendo il controllo di altre società, tra le quali la Huck Manufacturing Company (che operava nel settore dei materiali per trasporti civili) e la Howmet Corporation (che produceva materiali per il settore aeronautico e motoristico). Grazie a queste acquisizioni i profitti della Thiokol, che ancora nel 1991 dipendevano essenzialmente dalle attività missilistiche militari, nel 1997 provenivano per il 16% dalle attività della Huck e per il 39% dalle attività della Howmet. Sempre nel 1997 la società riunì tutte le attività nei sistemi di propulsione aerospaziali in un nuovo gruppo denominato Thiokol Propulsion Group, affidato a Robert Crippen, ex astronauta ed ex direttore del Kennedy Space Center.
Nel 2001 la Thiokol fu acquisita dalla società Alliant Techsystems (ATK) e diventò una sua divisione, denominata ATK Thiokol. Quest'ultima, nel 2006, assunse la denominazione di ATK Launch Systems.